# Son Hjon-mi
Son Hjon-mi (* 2. listopadu 1972) je bývalá korejská zápasnice-judistka.

## Sportovní kariéra
Po olympijském roce 1992 vystřídala na pozici reprezentační jedničky v těžké váze nad 72 kg dlouholetou oporu Mun Či-jun. V roce 1995 vybojovala třetím místem na mistrovství světa v Čibě kvalifikaci na olympijské hry v Atlantě v roce 1996. V úvodním kole olympijského turnaje prohrála na wazari s Kubánkou Estelou Rodríguezovou, ale přes opravy nakonec obsadila 7. místo. Po změnách váhových limitů od roku 1998 vypadla z užšího výběru jihokorejské reprezentace a po olympijském roce 2000 ukončila sportovní kariéru.

## Výsledky

### Váhové kategorie
| Turnaj            | 1993       | 1994       | 1995       | 1996       | 1997       |
| Turnaj            | 21         | 22         | 23         | 24         | 25         |
| Turnaj            | těžká váha | těžká váha | těžká váha | těžká váha | těžká váha |
| ----------------- | ---------- | ---------- | ---------- | ---------- | ---------- |
| Olympijské hry    |            |            |            | 7.         |            |
| Mistrovství světa | 7.         |            | 3.         |            | —          |
| Asijské hry       |            | 3.         |            |            |            |
| Mistrovství Asie  | 2.         |            | —          | 2.         | 2.         |
| Univerziáda       |            |            | —          |            |            |
| Akademické MS     |            | —          |            | —          |            |

### Bez rozdílu vah
| Turnaj            | 1993 | 1994 | 1995 | 1996 | 1997 |
| Turnaj            | 21   | 22   | 23   | 24   | 25   |
| ----------------- | ---- | ---- | ---- | ---- | ---- |
| Mistrovství světa | —    |      | —    |      | —    |
| Asijské hry       |      | —    |      |      |      |
| Mistrovství Asie  | —    |      | 1.   | —    | —    |
| Univerziáda       |      |      | 3.   |      |      |
| Akademické MS     |      | 2.   |      | —    |      |